# LGV Interconnexion Sud
Pour la ligne existante, voir Ligne de Choisy-le-Roi à Massy - Verrières.
La LGV Interconnexion Sud est un projet de ligne nouvelle dédiée aux TGV, qui relierait la LGV Atlantique aux LGV Sud-Est, LGV Est européenne et LGV Nord via la LGV Interconnexion Est dans le sud de l'Île-de-France,. Le projet, porté par Réseau ferré de France (SNCF Réseau depuis le 1er janvier 2015), inclut la création de gares TGV franciliennes : une gare TGV est prévue au niveau de l'aéroport d'Orly. Une deuxième gare TGV est envisagée en Seine-et-Marne (secteur de Sénart).
Ce projet entre dans le cadre du Grenelle de l'environnement, et plus précisément de la loi du 3 août 2009, première loi relative au Grenelle.
Le projet d'Interconnexion fait l'objet d'un débat public de décembre 2010 à juillet 2011.
Le projet n'est pas conservé au sein de la commission Mobilités 21 en 2013 et, depuis, n'est plus évoqué avec des échéances précises dans les documents de planifications. L'aménagement de la ligne existante a été privilégié. Achevé en 2021 pour la partie est, il est, dans les années 2020, en cours de réalisation sur la partie ouest.

## Justification du projet
L'Interconnexion Sud devrait permettre d'atteindre plusieurs objectifs :
- faciliter les liaisons TGV entre les régions. Le projet est en cela soutenu par les élus des régions de la façade Atlantique (Bretagne, Pays de la Loire, Aquitaine, Poitou-Charentes) ainsi que par ceux de la région Centre-Val de Loire, car il permettrait de rapprocher ces régions du Nord et de l'Est de la France, et notamment de Lille, Strasbourg et Lyon. À ce jour, les TGV qui assurent ces liaisons doivent transiter par la ligne de Grande Ceinture entre Valenton et Massy, qui est saturée à cause des trains de fret et des trains de la ligne C du RER à partir d'Orly Poste R ;
- permettre une correspondance entre le TGV et l'avion à Orly. Le deuxième aéroport de France n'est pas connecté au TGV. Une gare TGV connectée à l'aéroport de Paris-Orly devrait permettre de capter plus d'un million de voyageurs en correspondance avec l'avion. Des réserves foncières pour une gare TGV sont prévues en lien avec le nouveau bâtiment de jonction qui reliera les deux aérogares de l'aéroport, aboutissant ainsi à former un hub unique ;
- améliorer l'accès à la grande vitesse des Franciliens. Alors que les trois-quarts des Franciliens vivent à l'extérieur de Paris, seules trois gares TGV franciliennes sont implantées en dehors de la capitale : Massy TGV, Aéroport Charles-de-Gaulle 2 TGV, Marne-la-Vallée - Chessy. Elles ont démontré leur grande utilité pour les Franciliens, puisque leur croissance est deux fois supérieure à celle des gares parisiennes. De nouvelles gares TGV permettraient de rapprocher les Franciliens du sud du réseau TGV. Elles constitueraient aussi un levier de développement pour les secteurs où elles s’implantent.

Ces gares leur permettraient aussi d'accéder quotidiennement à de très nombreuses destinations sans avoir à passer par les gares parisiennes. Le projet prévoit une gare à Orly, et propose en option une gare supplémentaire dans le Val-de-Marne ou en Seine-et-Marne ;
- améliorer la fluidité des autres trains (RER C et trains de marchandises) sur la Grande Ceinture.

## Scénarios envisagés
À la suite d'études réalisées fin 2008 par Réseau ferré de France (RFF), trois scénarios de passage envisagés ont été présentés lors de plusieurs réunions en 2009 et soumis au débat public en 2010 et 2011.

Les trois scénarios et les gares TGV dans le réseau ferroviaire à grande vitesse actuel :
Lignes à grande vitesse et gares existantes : lignes de Paris-Montparnasse à Monts, de Villeneuve-Saint-Georges à la bifurcation de Moisenay, de Combs-la-Ville à Saint-Louis, raccordement d’interconnexion des LGV, raccordement de Coubert et gare de Massy-TGV
Scénario A
Scénario B et gare exclusive au scénario B
Scénario C et gare exclusive au scénario C
Gare commune aux scénarios A et B
Gare commune aux scénarios A et C

Ces scénarios ont tous pour caractéristiques de desservir la gare de Massy TGV et une nouvelle gare TGV à Orly. En créant une ligne dédiée aux TGV, ils permettent de séparer les flux RER et TGV pour une meilleure qualité de service sur les deux réseaux. Les scénarios A et B envisagent par ailleurs une gare TGV souterraine à Villeneuve-Saint-Georges (Val-de-Marne) et, le scénario C, une nouvelle gare dans le secteur de Sénart, à Lieusaint ou à Villaroche, lieu-dit de la commune de Réau (Seine-et-Marne).
Les trois scénarios peuvent être décrits sommairement comme suit :
1. Itinéraire moyen (scénario A) : l'Interconnexion Sud se séparerait de la LGV Sud-Est au sud de Limeil-Brévannes, desservirait une gare TGV éventuelle à Villeneuve-Saint-Georges (irriguant la banlieue sud-est (RER D) et l'Essonne grâce à la connexion avec le RER D) puis l'aéroport d'Orly par une gare nouvelle (sur le modèle de Roissy 2 TGV) avant de se raccorder à la LGV Atlantique à la gare de Massy TGV. Ce scénario est à 95 % en souterrain[7] ;
2. Itinéraire nord (scénario B) : l'Interconnexion Sud serait connectée à la LGV Sud-Est au nord du tunnel de Valenton avec là aussi une gare TGV éventuelle à Villeneuve-Saint-Georges irriguant la banlieue sud-est (RER D) et l'Essonne, puis desservirait le secteur d'Orly par une gare nouvelle avant de se raccorder à la LGV Atlantique à la gare de Massy TGV. Ce scénario est en partie souterrain et en partie en jumelage avec la ligne existante, et prévoit une variante à l'Est[8] ;
3. Itinéraire sud (scénario C) : l'Interconnexion Sud serait connectée à l'ancienne branche de la LGV Sud-Est à Sénart, avec une nouvelle gare à Lieusaint ou à Villaroche (irriguant la banlieue sud-est et l'Essonne via la ligne T Zen), puis desservirait le secteur d'Orly par une gare nouvelle avant de se raccorder à la LGV Atlantique à la gare de Massy TGV. Ce scénario est, à l'exception des raccordements, entièrement en souterrain[9].

Les coûts annoncés varient de 1,4 milliard d'euros à 3,3 milliards d'euros, en fonction des scénarios et du nombre de nouvelles gares TGV. La longueur du projet varie de 16 à 31 km suivant l'option retenue. À l'issue du débat public, en septembre 2011, c'est le scénario C qui est privilégié par RFF avec la création d'une gare TGV à Orly au plus proche des aérogares et une éventuelle seconde gare à Sénart. De plus, un raccordement serait créé à la jonction des deux branches de la LGV Sud-Est afin de permettre des trajets entre le Nord, l'Ouest et le Sud-Ouest de la France contournant Paris.

## Gare TGV d'Orly
Il y a quatre possibilités d'implantation de la gare TGV d'Orly, envisagées et mises au débat par RFF :
- à Rungis - La Fraternelle, connectée à la ligne C du RER et à la ligne 7 du tramway d'Île-de-France ;
- à Pont de Rungis - Aéroport d'Orly, connectée à la ligne C du RER et à la ligne 14 du métro de Paris ;
- au cœur d'Orly ;
- au plus près des aérogares, connectée à la  station de métro de la ligne 14

Suivant la position exacte de la gare, celle-ci aura des conséquences sur Orlyval. La ligne subira les évolutions suivantes :
- si la gare TGV est à Rungis - La Fraternelle, une nouvelle station Orlyval devra également y être construite ;
- si la gare TGV est à Pont de Rungis, une station Orlyval y sera construite et nécessitera une extension de 2,4 km ;
- si la gare TGV est au cœur d'Orly, une station Orlyval y sera construite et nécessitera une extension de 0,7 km ;
- si la gare TGV est au plus près des aérogares, il n'y aura pas de modification d'Orlyval.

## Histoire

### Généralités
Un projet de contournement de Paris au sud de l'Île-de-France était prévu dans le schéma directeur des lignes à grande vitesse de 1992 sous le nom de « barreau sud » ; il passait alors beaucoup plus au sud, par le centre de l'Essonne. Ce projet a été contesté, notamment pour des raisons d'insertion environnementale. L'opposition des riverains, soutenus par des élus influents d'Île-de-France, a rapidement entraîné la décision de ne pas faire figurer le projet dans le schéma directeur d'aménagement de la région Île-de-France approuvé en 1994. Ce projet est cependant remis en lumière au cours du débat public de 2010-2011 du fait de son moindre coût et d'un impact environnemental moindre.
Le Comité interministériel d'aménagement et de développement du territoire (CIADT) du 18 décembre 2003 relance le projet de ligne nouvelle d'Interconnexion Sud sous une nouvelle forme, plus proche de Paris. Le débat public a lieu du 9 décembre 2010 au 20 février 2011 et du 4 avril 2011 au 20 mai 2011 autour de trois trajets possibles.

### Chronologie
- 18 décembre 1992 : le comité interministériel permanent pour les problèmes d'action régionale et d'aménagement du territoire (CIAT) inscrit la ligne au schéma directeur des lignes à grande vitesse
- 18 décembre 2003 : le Comité interministériel d'aménagement et de développement du territoire (CIADT) relance le projet sous une nouvelle forme
- 2007 à 2008 : phase de pré-étude de l'interconnexion Sud par un comité de pilotage
- Septembre 2008 : le projet de SDRIF, adopté par le conseil régional d'Île-de-France, se prononce en faveur d'une telle interconnexion, en y incluant la création d'une gare TGV à Orly
- 11 décembre 2008 : validation du programme d'étude de la seconde phase par le comité de pilotage
- Avril-juin 2009 : présentation aux élus puis aux acteurs économiques et associatifs des premiers résultats des études
- Août 2009 : le projet d'Interconnexion Sud est inscrit dans la loi de programmation relative à la mise en œuvre du Grenelle de l’environnement
- 3e trimestre 2009 : résultats de la deuxième phase avec les études d'impacts économiques et environnementaux
- 5 mai 2010 : la  commission nationale du débat public, saisie le 31 mars par RFF, décide de l'ouverture d'un débat public[1]. L'annonce est publiée dans le Journal officiel du 20 mai[16]
- 9 décembre 2010 au 20 février 2011 et 4 avril au 20 mai 2011 : débat public
- 22 septembre 2011 : le maître d'ouvrage RFF décide la poursuite du projet en privilégiant un scénario avec une nouvelle gare TGV à Orly, dans la mesure du possible proche des aérogares, et une éventuelle seconde gare dans le secteur de Sénart. Plusieurs étapes vont intervenir (études complémentaires pour aboutir au choix d'un scénario d'étude, enquête publique, études de détail) avant la mise en travaux
- Après 2030 : mise en service prévue[17]